# Anke Behmer
Anke Behmer, antes Vater (nació el 5 de junio de 1961 en Stavenhagen, Mecklenburg-Vorpommern) es una atleta retirada. Compitió por alemana oriental, principalmente en heptatlón.
Ganó la medalla de bronce para Alemania del Este en los Juegos Olímpicos de 1988 celebrados en Seúl, Corea del sur, con un récord personal de 6858 puntos. Este resultado la sitúa la cuarta entre las heptatletass alemanas, detrás de Sabine Braun, Sabine Paetz y Ramona Neubert. 
Fue colaboradora informal de la Stasi.